# Jean-Luc Vilmouth
Jean-Luc Vilmouth (* 5. März 1952 in Creutzwald; † 17. Dezember 2015 in Taipeh) war ein französischer Installations-, Performance- und Videokünstler.

## Leben und Werk
Jean-Luc Vilmouth wurde in Creutzwald geboren und lebt und arbeitet in Paris. Er studierte an der École nationale supérieure des beaux-arts de Paris und wurde dort später Professor.
Er war tätig auf dem Gebiet Installation, Performance und Video. In Saint-Benoît-des-Ondes im Département Ille-et-Vilaine realisierte Jean-Luc Vilmouth 2013 in situ das Werk Le Belvédère des Ondes.

## Ausstellungen (Auswahl)

### Einzelausstellungen
- 1995 Stadtgalerie Saarbrücken, Saarbrücken
- 1994 Animal Public Bonner Kunstverein, Bonn

### Gruppenausstellungen
- 2010 Le meilleur des mondes Musée d’Art Moderne Grand-Duc Jean, Luxemburg
- 2008 Youth and Identity Kunsthalle Dominikanerkirche, Osnabrück
- 2002 Tempo Museum of Modern Art, New York
- 1994 The Winter of love MoMA PS1, New York
- 1992 Carambolage Staatliche Kunsthalle Baden-Baden, Baden-Baden
- 1988 Die große Oper Schirn Kunsthalle Frankfurt, Frankfurt am Main
- 1982 documenta 7, Kassel[6]